# U 2000 – Tauchfahrt des Grauens
U 2000 – Tauchfahrt des Grauens (japanisch 海底軍艦 Kaitei Gunkan, deutsch ‚Untersee-Kriegsschiff‘) ist ein japanischer Science-Fiction-Film der Tōhō-Studios und entstand unter der Regie von Inoshiro Honda. Die Welturaufführung des Films erfolgte in Japan am 22. Dezember 1963, am 11. März 1965 war der US-Kinostart und am 12. November 1965 kam der Film in Deutschland in die Kinos. Die Spezialeffekte wurden von Eiji Tsuburaya kreiert.
Die Handlung basiert auf der stark durch Jules Verne beeinflussten Jugendromanserie Kaitei Gunkan von Shunrō Oshikawa und auf der bebilderten Fortsetzungsgeschichte Kaitei Ōkoku („Das Königreich unter Wasser“) des Illustrators Shigeru Komatsuzaki, die in einem Monatsmagazin für Jungen erschien. Komatsuzaki lieferte mit seinen Zeichnungen auch Vorlagen, die in das visuelle Design des Films Eingang fanden, wie z. B. das Unterseeboot.

## Handlung
Der vor angeblich 12.000 Jahren untergegangene sagenhafte Kontinent Mu erscheint wieder und seine Herrscher drohen, die Weltherrschaft an sich zu reißen. Die Staaten schließen sich zusammen, um Widerstand zu leisten. Hachiro Shinguji, ein gegen Ende des Zweiten Weltkriegs verschwundener Kapitän, hat auf einer einsamen Insel das schwerbewaffnete, sogar das Erdreich durchdringende Flug- und Unterseeboot U 2000 (轟天号, Gōtengō) gebaut, das größte Kriegsschiff aller Zeiten. Es stellt die einzige Hoffnung der Welt dar, sich zu verteidigen. Der mühsam ausfindig gemachte Kapitän weigert sich zunächst, U 2000 für den Kampf gegen Mu zur Verfügung zu stellen, da er es dafür vorgesehen hat, das Japanische Kaiserreich nach seiner Kriegsniederlage wieder zur alten Großmachtposition auferstehen zu lassen. Nachdem seine schöne Tochter Makoto Shinguji mit ihrem Freund, dem Modefotografen Hatanaka, von einem der in Japan tätigen Agenten Mus (Naacal) nach Mu entführt wird, ist der Kapitän zur Kooperation bereit. U 2000 ist mit einer Kälte- bzw. Eiskanone bewaffnet, durch die es gelingt, eine den Zugang zu Mu bewachende riesige Seeschlange auszuschalten, die geothermale Energieversorgung von Mu zu zerstören und somit die Bedrohung abzuwenden. Zudem rettet er auch seine Tochter und deren Freund.

## Kritik
„Eine trickreiche Kintopp-Utopie mit eher naiven Gruselabsichten. Die Fantastik des Films verbindet Kindliches und Konfuses zu einer Kasperle-Theater-Zauberei, die Liebhaber des Genres durchaus ansprechen wird.“